# 博日达尔·安德烈耶夫
博日达尔·季米特洛夫·安德烈耶夫（1997年1月17日—）生于斯利文，是一名保加利亚男子举重运动员。他在大约2009年时开始练习举重，当时他的哥哥曾激励他练习，这之后他开始师从其第一任教练Plamen Bratoichev参加训练。他在2011年开始参加国际比赛，2014年获得南京青奥男子69公斤级金牌。阿塞拜疆队曾在南京青奥后邀请安德烈耶夫归化至该国，但遭到安德烈耶夫拒绝。